# Белозеров, Александр Андреевич
Александр Андреевич Белозеров (1883—1954) — русский советский поэт.

## Биография
Родился в бедной крестьянской семье. Окончил 4-классную начальную школу. В 1896 году умерла от чахотки мать, и Белозеров переехал в Нижний Новгород к отцу. Работал учеником продавца в суконном магазине. После смерти отца (1899) стал кормильцем семьи ― помогал младшим брату и сестре, бабушке, жившим в деревне.
В 1901 году сблизился с политическими ссыльными студентами, вступил в подпольный марксистский кружок, познакомился с Я. М. Свердловым, стал регулярно заниматься самообразованием.
В 1902 году начал писать стихи, участвовал в рукописном журнале кружка «Наши думы». К этому времени относится знакомство с М. Горьким на его квартире, где Белозеров бывал по делам снабжения революционного подполья литературой. «Первая тетрадь моего поэтического опыта (1901―1909), подписанная псевдонимом Андрей Одинокий, тогда осталась у А. М. Горького». Распространял нелегальную литературу, печатал прокламации, выступал на рабочих собраниях. В 1904 году был арестован и несколько месяцев сидел в Нижегородской тюрьме. В начале 1905 года участвовал в выпуске первого сборника нижегородских поэтов-рабочих «Весенний шум». Весной 1905 года за участие в сходке был вновь задержан полицией. В начале 1906 года организовал и редактировал профсоюзный журнал «Вестник приказчика». В 1906 в Нижжнем Новгороде выпустил сборник стихов «Песни борьбы и свободы. Книжка первая. (1902―1906)». В сентябре того же года был в третий раз арестован по подозрению в принадлежности к нижегородской социал-демократической организации. В начале 1907 года снова арестован. В 1908 году В. Д. Бонч-Бруевич включил 7 стихотворений Белозерова в сборник «Избранные произведения русской поэзии». В 1910 году в Нижнем Новгороде вышел сборник Белозерова «Стихотворения лирические. 1905―1910. Книжка вторая». Белозеров печатался также в различных альманахах и коллективных сборниках, помещал стихи, заметки о профсоюзном движении, корреспонденции в газете «Правда», журнале «Просвещение», провинциальных изданиях. Сотрудничал в «Нижегородском листке» (1906―1916). Вольнослушателем окончил (1916) филиал Московского археологического института в Нижнем Новгороде.
В 1917 году Белозеров вёл активную работу по установлению Советской власти в Белоруссии, организовал и редактировал газету «Советская правда». В начале 1918 года вернулся в Нижний Новгород. Стихи предреволюционных лет, не опубликованные ранее по цензурным условиям, составили книгу «Воскресшие песни. Книжка третья» (1918). В 1928 году опубликовал в Нижнем Новгороде книгу стихов «Мятежные вихри». Писал очерки и статьи краеведческого характера, воспоминания.